# Год культуры
«Год культу́ры» — российский комедийный телесериал производства Comedy Club Production. Главные роли исполнили Фёдор Бондарчук, Мария Ахметзянова и Риналь Мухаметов.
Премьера состоялась на видеосервисе «ТНТ-PREMIER» с 22 ноября 2018 года по 24 января 2019 года. На телеканале «ТНТ» показ состоялся с 4 февраля по 6 марта 2019 года. Сериал официально продлён на второй сезон. Его съемки завершились в июне 2021 года. Премьера последнего (второго) сезона состоялась на видеосервисе «Premier» с 22 февраля по 17 марта 2022 года. Телевизионная премьера состоялась 21 марта 2022 года на «ТНТ».

## Сюжет
1 сезон
После ежегодной пресс-конференции президента России нерадивый чиновник из Министерства образования Виктор Сычёв отправляется в годичную «ссылку» в Верхнеямск (прототипом был Омск), где становится главой кафедры русской литературы Верхнеямского филологического института (ВФИ). И теперь Сычёв должен всего за год сделать так, чтобы ВФИ попал в «ТОП-100 Лучших вузов России».
2 сезон
Сычев вынужден вернуться в Верхнеямск и участвовать в организации Первого международного литературного форума, чтобы получить некогда обещанное ему повышение. По иронии судьбы его руководителем становится Белозерова. У старых верхнеямских знакомых Сычева новые проблемы, а у Софьи — идеальный во всех отношениях кавалер. Теперь столичному чиновнику предстоит не только проявить свои профессиональные навыки и смекалку, чтобы выслужится, но и вступить в схватку с конкурентом за сердце Белозеровой.

## В ролях
| Актёр               | Роль |
| ------------------- | --- |
| Фёдор Бондарчук     | Виктор Михайлович Сычёв директор департамента Министерства образования, затем зав. кафедрой русской литературы ВФИ (1 сезон), советник Президента РФ по национальным проектам (2 сезон) |
| Мария Ахметзянова   | Софья Николаевна Белозёрова доцент, зам. зав. кафедрой русской литературы ВФИ (1 сезон), исполняющий обязанности ректора ВФИ (2 сезон)                                                  |
| Пётр Фёдоров        | Никита Орловский помощник Софьи Белозеровой (2 сезон) |
| Риналь Мухаметов    | Станислав Королёв помощник Сычёва |
| Александр Лыков     | Лев Наумович Филин ректор ВФИ (1 сезон), на пенсии (2 сезон) |
| Алексей Розин       | Зинченко владелец похоронного бюро (1 сезон), губернатор Верхнеямской области (2 сезон)                                                                                                 |
| Ольга Медынич       | Марина Евгеньевна Сологуб преподаватель ВФИ |
| Александр Обласов   | Вячеслав (Слава) Сологуб полицейский, охранник ВФИ |
| Александр Яценко    | Анатолий Аркадьевич Сапрыкин преподаватель ВФИ |
| Валерия Шкирандо    | Светлана Станиславовна Нестерова преподаватель ВФИ, жена Анатолия Сапрыкина |
| Иван Мартынов       | Георгий Валентинович Скоробогатько аспирант ВФИ |
| Анна Зайкова        | девушка Георгия Скоробогатько (2 сезон) |
| Мария Карпова       | Юлия Ковыршина аспирантка ВФИ |
| Александр Ильин     | Иван Андреевич Бурьян («Седой») покровитель Сычёва (1 сезон) |
| Игорь Угольников    | Александр Семёнович Терёхин губернатор Верхнеямской области (1 сезон), Председатель Правительства Верхнеямской области (2 сезон)                                                        |
| Виктория Верберг    | Тамара Александровна Кох секретарь ректора ВФИ |
| Виктория Корлякова  | Алла Черткова телекорреспондент |
| Дмитрий Богдан      | Сергей помощник губернатора Терёхина, любовник Юлии Ковыршиной |
| Антон Филипенко     | Юрий жених Юлии Ковыршиной |
| Владимир Епифанцев  | Валерий Кнут сослуживец Славы Сологуба |
| Мартин Герохинович  | Мануш сын цыганского барона |
| Владимир Симонов    | отец Софьи Белозёровой (2 сезон) |
| Игорь Гордин        | представитель администрации президента (2 сезон) |
| Александр Вдовин    | Пётр Вениаминович Солодухин поэт (1 сезон) |
| Владимир Меньшов    | Бог |
| Альбина Евтушевская | Алевтина Алексеевна заведующая кафедрой русской литературы ВФИ (1 сезон) |

## Эпизоды
| Сезон | Сезон | Серии | Период трансляции               |
| ----- | ----- | ----- | ------------------------------- |
|       | 1     | 20    | 22 ноября 2018 — 24 января 2019 |
|       | 2     | 16    | 22 февраля — 17 марта 2022      |

### Первый сезон
| № серии | Премьера   | Описание серии |
| ------- | ---------- | --- |
| 1       | 22.11.2018 | На ежегодной пресс-конференции Президента РФ чиновник Виктор Сычёв подпадает под праведный гнев главы государства из-за того, что преподаватель из Верхнеямского филологического института пожаловалась на бездействие чиновника в отношении их ВУЗа. В результате Сычёв вместе с помощником вынужден поехать в город Верхнеямск, чтобы начать реальную работу. Перед ним стоит задача за год вывести институт в «Топ-100» лучших ВУЗов России. |
| 2       | 22.11.2018 | Сычёв со своим помощником Станиславом пытается умаслить новых подопечных, устроив для них шикарный банкет. Белозёрова не согласна с назначением Сычёва главой кафедры и пытается его дискредитировать. |
| 3       | 29.11.2018 | Сычев готовит презентацию проекта по выводу вуза в «Топ-100» и пытается втянуть в это ректора. Но ректор всячески отказывается от участия в этой «афере». Белозёрова пытается оправдаться перед коллегами за произошедшее между ней и Сычёвым в гостинице. А помощник Сычёва успокаивает Юлию, которую в очередной раз бросил парень. |
| 4       | 29.11.2018 | Сычев разворачивает бурную деятельность и начинает ремонт института. Молодой аспирант Гера предлагает очень занятой Белозёровой помощь в проведении занятий. А Светлана, вдохновившись приездом «мачо» Сычёва, пытается получить развод у своего мужа — пьющего преподавателя Сапрыкина. |
| 5       | 06.12.2018 | В институте проходят защиты кандидатских диссертаций. Сычёв пытается использовать это событие в собственных целях. Аспирант Гера тоже зря времени не теряет и хочет отблагодарить Белозёрову за помощь в написании диссертации. |
| 6       | 06.12.2018 | В кабинете Сычёва протекает крыша. Эта небольшая проблема порождает очередной конфликт между Сычёвым и Белозёровой. Тем временем Сапрыкин и Светлана наконец-то разводятся. И Сапрыкин начинает новую трезвую жизнь. |
| 7       | 13.12.2018 | Сычёв пытается увеличить размер зарплат преподавателей. Это нравится преподавателям, но не нравится Белозёровой. С помощью этого конфликта Слава Сологуб хочет восстановиться на службе в полиции. А Стас на машине нечаянно сбивает Юлю. |
| 8       | 13.12.2018 | Сычёв старается добиться у Белозёровой положительной оценки в отчёте о своей деятельности в вузе. Сологубы пытаются свести Белозёрову с потенциальным женихом — бывшим сослуживцем Славы. А Сапрыкин метит на освободившуюся должность председателя профкома института. |
| 9       | 20.12.2018 | Сычёв неожиданно исчезает. Стас, Белозёрова, Светлана и Сапрыкин отправляются на его поиски. Тем временем в городе начинается предвыборная кампания на пост Губернатора области. |
| 10      | 20.12.2018 | Сычёв хочет провести «отсидку» в Верхнеямске с пользой и планирует написать кандидатскую диссертацию. Он привлекает для этой цели преподавателей, чему не очень рада Белозёрова. А Марина Сологуб устраивает мужа Славу охранником в институт. |
| 11      | 27.12.2018 | Сычёв готовится сдавать экзамен по специальности с помощью Белозёровой. Стас и Сапрыкин открывают дом-музей некогда известного верхнеямского поэта. А Слава подозревает свою жену в измене. |
| 12      | 27.12.2018 | Белозёрова отказывается от совместной научной деятельности с Сычёвым, что не входит в его планы. Светлана выручает Стаса в пикантной ситуации. А Сапрыкин организует собственный бизнес. |
| 13      | 03.01.2019 | У Белозёровой и Сычёва теперь есть общий секрет, который очень хочет узнать Марина. Сапрыкин получает престижную литературную премию. А Стас пытается произвести мощное впечатление на Светлану. |
| 14      | 03.01.2019 | Сычёв начинает борьбу с коррупцией в институте и «жертвой» избирает Сапрыкина. Слава пытается помочь Сапрыкину наладить его отношения со Светланой. А Юля попадает под женоненавистнические настроения Геры. |
| 15      | 10.01.2019 | Сычёв, чтобы угодить Белозёровой, организует в вузе международную конференцию. Стас, опасаясь мести Сапрыкина, нанимает Славу личным охранником. А ректор занимается подготовкой шикарного банкета для гостей конференции. |
| 16      | 10.01.2019 | В институте появляется человек из прошлой жизни Сычёва. |
| 17      | 17.01.2019 | Сычёв организует масштабную презентацию отремонтированного корпуса вуза и хочет на этом заработать. Ректор по заданию Сычёва пытается «кинуть» рабочих. А Марина учит Белозёрову искусству соблазнения. |
| 18      | 17.01.2019 | Сычёв уходит в запой. Преподаватели пытаются вернуть его на работу. А Нестерова хочет вместе со Стасом уехать в Москву. |
| 19      | 24.01.2019 | Сычёв с помощью Белозёровой чистит карму, пытаясь исправить ошибки прошлого. Опасаясь скандала на выборах, ректор и секретарша Тамара решают бежать. А у Сапрыкина появляется шанс восстановить отношения со Светланой. |
| 20      | 24.01.2019 | Чем закончится карьера Сычёва в Верхнеямске? Получит ли ВФИ право попасть в «Топ-100» лучших вузов страны? И вернётся ли Сычёв в Москву? |

### Второй сезон
| № серии | Премьера   | Описание серии |
| ------- | ---------- | --- |
| 1 (21)  | 22.02.2022 | Прежде чем получить обещанное министерское кресло, Сычев должен снова поехать в Верхнеямск и поучаствовать в организации Международного филологического форума под руководством Белозеровой. Вернувшись в место своей прежней ссылки, чиновник узнает, что у Софьи появился новый возлюбленный. |
| 2 (22)  | 24.02.2022 | Сычев ревнует Белозерову к Орловскому и, чтобы насолить ему, пытается провернуть аферу с тендером на строительство объектов для форума. Ректор тем временем пробует устроиться в оргкомитет форума.                                                                                             |
| 3 (23)  | 25.02.2022 | Орловский предлагает Белозеровой устроить прогон новой загородной площадки для форума. Сычев из ревности напрашивается поехать с ними. Бывший и нынешний губернаторы разрабатывают план по переносу форума обратно в город.                                                                     |
| 4 (24)  | 28.02.2022 | Орловский неожиданно исчезает, а Белозерова впадает в депрессию. Сычев пытается воспользоваться ситуацией и вступает в схватку за форум с бывшим губернатором Терехиным, для чего ему приходится погрузиться в изучение истории Верхнеямского края.                                             |
| 5 (25)  | 01.03.2022 | Марина Сологуб, зная о секрете Орловского, пытается в его отсутствие сблизить Белозерову и Сычева. Нестерова требует от Сапрыкина немедленно действовать и начать шантаж Терехина с помощью компромата.                                                                                         |
| 6 (26)  | 02.03.2022 | Терехин заставляет Сычева «шевелиться» относительно договора с Белозеровой о строительстве дороги к месту форума. Марина начинает занятия йогой с Орловским, что очень не нравится её мужу Славе.                                                                                               |
| 7 (27)  | 03.03.2022 | Сычев и Орловский соревнуются между собой в вопросе обеспечения безопасности Белозеровой. Терехин пытается осуществить свержение губернатора Зинченко. А Слава Сологуб планирует восстановить свою самооценку, которую всерьез пошатнула Марина.                                                |
| 8 (28)  | 04.03.2022 | Губернатор Зинченко пытается сбежать из заточения, устроенного ему Терехиным. Сычев и Орловский разрабатывают план, который позволит им выяснить, кого из них действительно любит Софья. А Юра хочет вернуть былую искру в отношения с Юлей и устраивает ей грандиозный сюрприз.                |
| 9 (29)  | 07.03.2022 | Сычев не оставляет попыток произвести впечатление на Белозерову и вступает в конфликт с местными эко-активистами. Нестерова и Сапрыкин ищут способ добраться до Зинченко и продать ему компромат.                                                                                               |
| 10 (30) | 09.03.2022 | В Верхнеямск приезжает отец Белозеровой. Софья с его помощью хочет понять, кто из мужчин ей больше подходит. Юля и Юра официально разводятся, что неожиданно дает новую искру их отношениям. |
| 11 (31) | 10.03.2022 | Орловский нанимает своим помощником уволенного Сычевым Стаса. Сычева это бесит, и он пытается насолить им обоим с помощью своего нового помощника Славы Сологуба. |
| 12 (32) | 11.03.2022 | Выясняется, что руководитель проверяющей комиссии из Москвы и Сычев давно знакомы. Юля и её бывший муж Юра вынуждены скрывать свои отношения от Юлиного любовника Сережи. |
| 13 (33) | 14.03.2022 | Белозерова неожиданно пропадает. Орловский бросается на её поиски, а Терехин в связи с этим предлагает Сычеву сделку. |
| 14 (34) | 15.03.2022 | Орловский и Сычев придумывают способ очистить имя Терехина перед Москвой и спасти форум. Перед Сапрыкиным неожиданно открываются перспективы на литературном поприще. |
| 15 (35) | 16.03.2022 | Орловский и Белозерова активно готовятся к свадьбе. В любовном треугольнике Юли, Юры и Сережи наступает неожиданная развязка. |
| 16 (36) | 17.03.2022 | Белозерова понимает, кто есть кто на самом деле, но внезапно теряет и Сычева, и Орловского. Сотрудники кафедры пытаются найти деньги, которые спасут и форум, и Сычева. |

## Саундтрек
1 сезон
1. Screamin' Jay Hawkins — I Put a Spell on You
2. Филипп Киркоров — Цвет настроения синий
3. Kerim Gunes — Take Me Outta Here
4. Jack Tyson Charles — Weight of the World
5. James Oliver Hutchinson & Adele Roberts[англ.] — Cannot Stop
6. LOBODA — Твои глаза
7. Howling Snake Slayer — I Was Born to Haunt You
8. Kerim Gunes — I Wanna Be Your Man
9. Andrew Kingslow — Second Line Stomp
10. Стрелки — Я хочу быть худой
11. Timothy Lee — Try It Once
12. Clav & David Austin & Harlin James — Handle It
13. Jeremy Willis — Listen to Me
14. Leigh Gracie — Look No Further
15. Игорь Николаев — Выпьем за любовь
16. Louis Hackett — Lonely Cowboy Song
17. Geoffrey Gascoyne — Clap Back[7]